# Monumento funerario di Clemente XIV
Il Monumento funerario di Clemente XIV è un'opera scultorea di Antonio Canova in marmo di Carrara e lumachella, eseguita tra il 1783 e il 1787 e conservata nella navata sinistra della Basilica dei Santi Apostoli a Roma. Il modello in gesso è conservato presso la Gipsoteca canoviana di Possagno.

## Storia
Il successo riscosso con il Teseo sul Minotauro aveva imposto Canova al centro della scena artistica romana, procurandogli una serie di prestigiose commissioni: la prima di questa lunga serie fu il Monumento funerario di Clemente XIV.
L'opera venne realizzata su commissione di Carlo Giorgi (indirizzato da Giovanni Volpato e Gravin Hamilton), ricchissimo mercante che doveva le sue immense fortune proprio ai benefici ottenuti dal papa Clemente XIV, che durante il suo pontificato si era segnalato per una modesta adesione alle istanze illuministe e per la forzata decisione di sopprimere nel 1773, con la breve enciclica Dominus ac Redemptor, la Compagnia di Gesù.
Il grandioso mausoleo di Clemente XIV costituisce la prima brillante prova dello scultore nella rappresentazione di una tipologia cruciale che lo terrà impegnato.

## Composizione
Quest'opera fu realizzata in marmo di Carrara e lumachella.
In essa, Canova colloca il pontefice alla sommità del monumento con il braccio destro sollevato in un gesto ammonitorio (che trasmette un messaggio chiaro del pontefice come governatore del mondo cattolico), sotto di lui invece sono collocate due personificazioni: la Temperanza, china sul sarcofago con il volto quieto e rassegnato, più in basso, invece, vi è la Mansuetudine, con il capo chino, ripiegata su se stessa, e le braccia intrecciate sul grembo, intenta a riflettere sul destino dell'umanità.
Con questa composizione, Canova codificò una nuova forma di monumento funebre, poiché utilizza forme geometriche, con figure disposte in modo asimmetrico ma equilibrato.